# الیجی (جورجیا)
الیجی، جورجیا (به English: Ellijay, Georgia) یک City در United States با جمعیت ۱٬۶۱۹ نفر است که در Georgia (U.S. state) واقع شده‌است.

## موقعیت جغرافیایی
موقعیت جغرافیایی شهرها و مناطق اطراف به شرح زیر است: